# HKT48
HKT48 (đọc là "H.K.T. Forty Eight) là nhóm nhạc nữ thần tượng Nhật Bản được thành lập bởi Akimoto Yasushi, nhóm biểu diễn ở nhà hát HKT48 tại Nishitetsu Hall ở Hakata, Fukuoka ngày 28 tháng 4 năm 2016, bán được gần 4 triệu bản CD tại Nhật Bản

## Giới thiệu
HKT48 được đặt theo tên thành phố Hakata-ku tỉnh Fukuoka. Nơi Akimoto Yasushi định xây dựng nhóm. Nhà hát của HKT48 được đặc tại Hawks Town Mall ở Chūō-ku, Fukuoka cho đến ngày 31 tháng 3 năm 2016. Nhà hát mới được mở tại Nishitetsu Hall vào ngày 28 tháng 4 năm 2016.

## Lịch sử

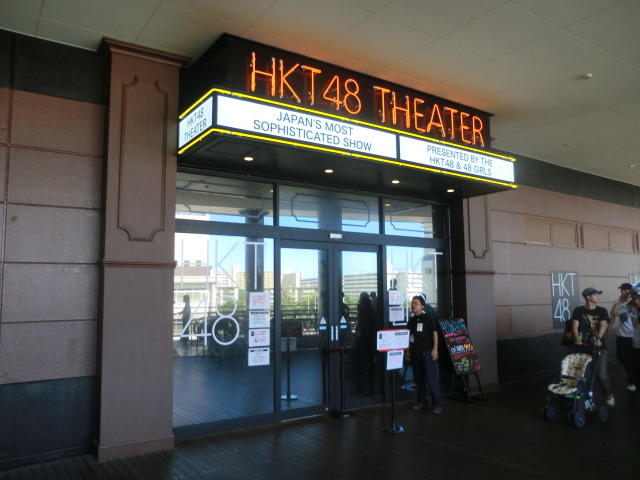
Nhà hát cũ của HKT48 tại Hawks Town Mall

Kế hoạch ra mắt HKT48 được Akimoto Yassushi tiết lộ vào ngày 19 tháng 11 năm 2008. HKT48 chính thức được công bố ngày 1/5/2011 tại sự kiện bắt tay của AKB48. Đây là nhóm chị em thứ tư của AKB48 được ra mắt chỉ sau SKE48, SDN48 và NMB48. Nhóm được lấy tên từ trụ sở chính Hakata-ku, Fukuoka. Thay vì trước đó nhắm mục tiêu vào Hakata-ku, thay vào đó nhóm sẽ được đặt tại nhà hát Hawkd Town Mall ở lân cận. Vị trí này nằm cạnh Fukuoka Yahoo! Japanese Dome. Ngoài ra, nhóm sẽ chấp nhận tuyển dụng các cô gái tuổi từ 11 đến 22. Buổi thử giọng đầu tiên của HKT48 diễn ra vào ngày 31/5/2011, và các ứng cử viên thành công sẽ tiếp tục buổi thi kế tiếp bao gồm 1 bài kiểm tra thanh nhạc và vũ đạo trong nửa đầu tháng 7/2011. Buổi thử giọng cuối cùng được tổ chức tại Hilton Fukuoka Sea Hawk Hotel vào ngày 10 tháng 7 và 24 thí sinh đã vượt qua.
Sau khi trải qua các bài học về vũ đạo và thanh nhạc, 21 thành viên đầu tiên của HKT48 lần đầu được tiết lộ tại sự kiện bắt tay của AKB48 vào ngày 23 tháng 10 năm 2011 tại Seibu Dome. Trong số 21 thành viên, có 17 người là học sinh trung học cơ sở và 2 người là học sinh tiểu học. Thành viên trẻ nhất nhóm, Natsumi Tanaka sinh năm 2000 (khoảng 11 tuổi khi đó). Cô cho hay "Tham gia AKB48 là ước mơ của tôi từ khi 5 tuổi, và đó như giấc mơ thành sự thật." Thành viên lớn tuổi nhất là Yūko Sugamoto (17 tuổi khi đó).
Nhóm ra mắt tại Nhà hát HKT48 vào ngày 26 tháng 11 năm 2011, và hát "Te o Tsunaginagara", ban đầu được thực hiện bởi SKE48 Team S và KII. Vào ngày 31 tháng 12 năm 2011, 16 thành viên đã xuất hiện trên sân khấu "NHK Kōhaku Uta Gassen" lần thứ 62, là một trong những nhóm chị em của AKB48. Vào ngày 4 tháng 3 năm 2012, 16 thành viên đầu tiên được chọn để tham gia và xuất hiện trên sân khấu của HKT48. Vào ngày 20 tháng 6 năm 2012, Rino Sashihara từ AKB48 được chuyển sang HKT48 và hiện là thành viên hoạt động lâu nhất nhóm.
Vào ngày 23 tháng 6 năm 2012, các cuộc thử giọng cuối cùng cho thế hệ thứ 2 đã được tổ chức, và 34 ứng viên trong số 48 thí sinh đã vào vòng cuối cùng. Vào ngày 18 tháng 8 năm 2012, ban quản lý thông báo 5 thành viên gồm 3 thành viên của Team H Komori, Sugamoto và Taniguchi, và 2 Kenkyusei Eto và A. Nakanishi sẽ tốt nghiệp . Vào ngày 24 tháng 8 năm 2012, nhóm được công bố vào ngày đầu tiên của concert AKB48 tại Tokyo Dome cụ thể là Aika Ota -thành viên của AKB48 Team A sẽ chuyển đến HKT48. Vào ngày 23 tháng 9 năm 2012, ứng viên thế hệ thứ 2 của HKT48 đã được công bố.
HKT48 phát hành single đầu tay, "Suki Suki Skip!" vào ngày 20 tháng 3 năm 2013 phát hành bởi Universal Sigma.
Vào ngày 31 tháng 3 năm 2016, nhà hát Hawks Town Mall đóng cửa, với một buổi biểu diễn chia tay đặc biệt. Một nhà hát mới được khai trương tại Nishitetsu Hall vào ngày 28 tháng 4 năm 2016.
Giữa năm 2018, 10 thành viên của HKT48 tham gia Produce 48- chương trình truyền hình thực tế sống còn của Mnet để cạnh tranh cho 12 vị trí của nhóm nhạc nữ sắp ra mắt. Các thành viên Miyawaki Sakura và Nako Yabuki lần lượt về đích ở vị trí thứ 2 và thứ 6, đều giành được vị trí chính thức cho nhóm IZ*ONE sẽ hoạt động trong 2,5 năm.

## Thành viên
Team H đã được công bố tại nhà hát của HKT48 vào ngày 4 tháng 3 năm 2012. Tại đây, nhóm cũng công bố 16 thành viên đã được chọn và 5 thành viên thực tập sinh. Vào ngày 11 tháng 1 năm 2014, trong chuyến lưu diễn độc quyền đầu tiên của họ tại Ōita, Rino Sashihara thông báo sẽ có thêm một Team KIV mới và quảng bá 17 thành viên từ các học viên. Vào ngày 30 tháng 3 năm 2016, nhóm thông báo thành lập Team TII và 10 học viên được thăng cấp từ các thực tập sinh thế hệ thứ 3 và thế hệ thứ 2.
Vào ngày 26 tháng 11 năm 2017, nhóm cho biết tất cả 10 thực tập sinh từ thế hệ thứ 4 được thăng cấp và chuyển đến 3 team: 1 người đến Team H, 2 người đến Team KIV và 7 người đến Team TII.

### Team H
Natsumi Matsuoka là đội trưởng của Team H.
| Tên                          | Ngày sinh         | Xếp hạng tuyển cử        | Xếp hạng tuyển cử        | Xếp hạng tuyển cử        | Xếp hạng tuyển cử        | Xếp hạng tuyển cử        | Xếp hạng tuyển cử        | Xếp hạng tuyển cử        |
| Tên                          | Ngày sinh         | 4                        | 5                        | 6                        | 7                        | 8                        | 9                        | 10                       |
| ---------------------------- | ----------------- | ------------------------ | ------------------------ | ------------------------ | ------------------------ | ------------------------ | ------------------------ | ------------------------ |
| Yuka Akiyoshi (秋吉 優花)    | 24 tháng 10, 2000 | &0000000000000999.000000 | N/A                      | N/A                      | N/A                      | 72                       | 83                       | 73                       |
| Yueru Ito (伊藤優絵瑠)       | 24 tháng 10, 2003 | &0000000000000999.000000 | &0000000000000999.000000 | &0000000000000999.000000 | &0000000000000999.000000 | &0000000000000999.000000 | &0000000000000999.000000 | N/A                      |
| Haruka Ueno (上野 遥)        | 20 tháng 9, 1999  | &0000000000000999.000000 | N/A                      | N/A                      | N/A                      | N/A                      | N/A                      | N/A                      |
| Kaede Kamijima (上島楓)      | 22 tháng 8, 2001  | &0000000000000999.000000 | &0000000000000999.000000 | &0000000000000999.000000 | &0000000000000999.000000 | &0000000000000999.000000 | &0000000000000999.000000 | &0000000000000999.000000 |
| Yui Kojina (神志那 結衣)     | 24 tháng 1, 1998  | &0000000000000999.000000 | N/A                      | N/A                      | 46                       | 53                       | 84                       | 105                      |
| Riko Sakaguchi (坂口 理子)   | 26 tháng 7, 1994  | &0000000000000999.000000 | N/A                      | 60                       | 37                       | 59                       | 49                       | 114                      |
| Miku Tanaka (田中 美久)      | 12 tháng 9, 2001  | &0000000000000999.000000 | &0000000000000999.000000 | N/A                      | N/A                      | 45                       | 28                       | 10                       |
| Meru Tashima (田島 芽瑠)     | 7 tháng 1, 2000   | &0000000000000999.000000 | 55                       | 38                       | 32                       | 43                       | 40                       | 26                       |
| Aki Toyonaga (豊永 阿紀)     | 25 tháng 10, 1999 | &0000000000000999.000000 | &0000000000000999.000000 | &0000000000000999.000000 | &0000000000000999.000000 | &0000000000000999.000000 | 79                       | 83                       |
| Natsumi Matsuoka (松岡 菜摘) | 8 tháng 8, 1996   | N/A                      | N/A                      | 64                       | 51                       | 46                       | 59                       | 55                       |
| Rimika Mizukami (水上凜巳花) | 10 tháng 7, 2003  | &0000000000000999.000000 | &0000000000000999.000000 | &0000000000000999.000000 | &0000000000000999.000000 | &0000000000000999.000000 | &0000000000000999.000000 | &0000000000000999.000000 |
| Nako Yabuki (矢吹 奈子)      | 18 tháng 6, 2001  | &0000000000000999.000000 | &0000000000000999.000000 | N/A                      | N/A                      | 28                       | 37                       | 9                        |
| Akari Watanabe (渡部愛加里)  | 18 tháng 10, 2004 | &0000000000000999.000000 | &0000000000000999.000000 | &0000000000000999.000000 | &0000000000000999.000000 | &0000000000000999.000000 | &0000000000000999.000000 | N/A                      |

### Team KIV
Aoi Motomura là đội trưởng của đội KIV.
| Tên                           | Ngày sinh        | Xếp hạng tuyển cử        | Xếp hạng tuyển cử        | Xếp hạng tuyển cử        | Xếp hạng tuyển cử        | Xếp hạng tuyển cử        | Xếp hạng tuyển cử        | Xếp hạng tuyển cử        |
| Tên                           | Ngày sinh        | 4                        | 5                        | 6                        | 7                        | 8                        | 9                        | 10                       |
| ----------------------------- | ---------------- | ------------------------ | ------------------------ | ------------------------ | ------------------------ | ------------------------ | ------------------------ | ------------------------ |
| Ishibashi Ibuki (石橋颯)      | 22 tháng 7, 2005 | &0000000000000999.000000 | &0000000000000999.000000 | &0000000000000999.000000 | &0000000000000999.000000 | &0000000000000999.000000 | &0000000000000999.000000 | &0000000000000999.000000 |
| Mina Imada (今田 美奈)        | 19 tháng 9, 1996 | N/A                      | N/A                      | N/A                      | N/A                      | 90                       | 95                       | &0000000000000999.000000 |
| Nao Ueki (植木 南央)          | 12 tháng 8, 1997 | N/A                      | N/A                      | N/A                      | 72                       | 58                       | 54                       | 81                       |
| Hirona Unjō (運上 弘菜)       | 9 tháng 8, 1999  | &0000000000000999.000000 | &0000000000000999.000000 | &0000000000000999.000000 | &0000000000000999.000000 | &0000000000000999.000000 | N/A                      | 84                       |
| Serina Kumazawa (熊沢 世莉奈) | 17 tháng 4, 1997 | N/A                      | N/A                      | N/A                      | N/A                      | N/A                      | N/A                      | N/A                      |
| Yuki Shimono (下野 由貴)      | 2 tháng 4, 1998  | N/A                      | N/A                      | N/A                      | N/A                      | 98                       | 87                       | 85                       |
| Kurumi Takemoto (竹本くるみ)  | 22 tháng 4, 2004 | &0000000000000999.000000 | &0000000000000999.000000 | &0000000000000999.000000 | &0000000000000999.000000 | &0000000000000999.000000 | &0000000000000999.000000 | &0000000000000999.000000 |
| Nene Jitoue (地頭江 音々)     | 27 tháng 9, 2000 | &0000000000000999.000000 | &0000000000000999.000000 | &0000000000000999.000000 | &0000000000000999.000000 | &0000000000000999.000000 | N/A                      | 117                      |
| Sayaka Baba (馬場彩華)        | 2 tháng 5, 2004  | &0000000000000999.000000 | &0000000000000999.000000 | &0000000000000999.000000 | &0000000000000999.000000 | &0000000000000999.000000 | &0000000000000999.000000 | N/A                      |
| Mai Fuchigami (渕上 舞)       | 21 tháng 9, 1996 | &0000000000000999.000000 | N/A                      | N/A                      | 31                       | 40                       | 34                       | 40                       |
| Anna Murashige (村重 杏奈)    | 29 tháng 7, 1998 | N/A                      | N/A                      | 67                       | N/A                      | 80                       | 100                      | &0000000000000999.000000 |
| Aoi Motomura (本村 碧唯)      | 31 tháng 5, 1997 | N/A                      | N/A                      | 48                       | 80                       | 36                       | 62                       | 71                       |

### Team TII
Emiri Yamashita và Hazuki Hokazono là đội trưởng và phó đội trưởng của Team TII.
| Tên                             | Ngày sinh         | Xếp hạng tuyển cử        | Xếp hạng tuyển cử        | Xếp hạng tuyển cử        | Xếp hạng tuyển cử        | Xếp hạng tuyển cử        |
| Tên                             | Ngày sinh         | 6                        | 7                        | 8                        | 9                        | 10                       |
| ------------------------------- | ----------------- | ------------------------ | ------------------------ | ------------------------ | ------------------------ | ------------------------ |
| Misaki Aramaki (荒巻 美咲)      | 28 tháng 1, 2001  | N/A                      | N/A                      | N/A                      | N/A                      | N/A                      |
| Maria Imamura (今村 麻莉愛)     | 14 tháng 9, 2003  | &0000000000000999.000000 | &0000000000000999.000000 | N/A                      | N/A                      | N/A                      |
| Ayaka Oda (小田 彩加)           | 9 tháng 2, 1999   | &0000000000000999.000000 | &0000000000000999.000000 | &0000000000000999.000000 | N/A                      | 50                       |
| Sae Kurihara (栗原 紗英)        | 20 tháng 6, 1996  | N/A                      | N/A                      | N/A                      | N/A                      | 96                       |
| Moeka Sakai (堺 萌香)           | 25 tháng 8, 1998  | &0000000000000999.000000 | &0000000000000999.000000 | &0000000000000999.000000 | N/A                      | N/A                      |
| Erena Sakamoto (坂本 愛玲菜)    | 12 tháng 9, 2000  | N/A                      | N/A                      | N/A                      | N/A                      | 87                       |
| Rio Shimizu (清水 梨央)         | 11 tháng 10, 2003 | &0000000000000999.000000 | &0000000000000999.000000 | &0000000000000999.000000 | N/A                      | N/A                      |
| Ai Seki (石安伊)                | 31 tháng 12, 2000 | &0000000000000999.000000 | &0000000000000999.000000 | &0000000000000999.000000 | &0000000000000999.000000 | N/A                      |
| Tomoka Takeda (武田 智加)       | 25 tháng 2, 2003  | &0000000000000999.000000 | &0000000000000999.000000 | &0000000000000999.000000 | N/A                      | N/A                      |
| Hazuki Hokazono (外薗 葉月)     | 17 tháng 1, 1999  | N/A                      | N/A                      | N/A                      | N/A                      | 120                      |
| Hana Matsuoka (松岡 はな)       | 19 tháng 1, 2000  | &0000000000000999.000000 | &0000000000000999.000000 | N/A                      | 80                       | 66                       |
| Hinata Matsumoto (松本 日向)    | 21 tháng 12, 2000 | &0000000000000999.000000 | &0000000000000999.000000 | &0000000000000999.000000 | N/A                      | N/A                      |
| Sono Miyazaki (宮崎想乃)        | 30 tháng 10, 2000 | &0000000000000999.000000 | &0000000000000999.000000 | &0000000000000999.000000 | N/A                      | N/A                      |
| Vivian Murakawa (村川 緋杏)     | 3 tháng 12, 1999  | &0000000000000999.000000 | &0000000000000999.000000 | N/A                      | N/A                      | N/A                      |
| Yūna Yamauchi (山内 祐奈)       | 6 tháng 7, 1999   | N/A                      | N/A                      | N/A                      | N/A                      | N/A                      |
| Emiri Yamashita (山下 エミリー) | 19 tháng 12, 1998 | N/A                      | N/A                      | N/A                      | N/A                      | &0000000000000999.000000 |

### Thực tập sinh
| Tên                        | Ngày sinh         |
| -------------------------- | ----------------- |
| Airi Ichimura (市村愛里)   | 13 tháng 2, 2001  |
| Hijiri Kawahira (川平聖)   | 27 tháng 6, 2004  |
| Rina Kuriyama (栗山梨奈)   | 30 tháng 12, 2000 |
| Hinano Kodo (後藤陽菜乃)   | 8 tháng 3, 2005   |
| Rino Sakamoto (坂本りの)   | 10 tháng 6, 2002  |
| Iori Tanaka (田中伊櫻莉)   | 3 tháng 10, 2002  |
| Miyabi Nagano (長野雅)     | 3 tháng 10, 1999  |
| Wakana Murakami (村上和葉) | 30 tháng 3, 2003  |

### Cựu thành viên

#### Team H
| Tên (Ngày sinh)                                | Xếp hạng tuyển cử        | Xếp hạng tuyển cử        | Xếp hạng tuyển cử        | Xếp hạng tuyển cử        | Xếp hạng tuyển cử        | Xếp hạng tuyển cử        | Xếp hạng tuyển cử        | Xếp hạng tuyển cử        | Xếp hạng tuyển cử        | Xếp hạng tuyển cử        | Ngày tốt nghiệp    |
| Tên (Ngày sinh)                                | 1                        | 2                        | 3                        | 4                        | 5                        | 6                        | 7                        | 8                        | 9                        | 10                       | Ngày tốt nghiệp    |
| ---------------------------------------------- | ------------------------ | ------------------------ | ------------------------ | ------------------------ | ------------------------ | ------------------------ | ------------------------ | ------------------------ | ------------------------ | ------------------------ | ------------------ |
| Yui Komori (古森結衣) (2 tháng 12, 1997)       | &0000000000000999.000000 | &0000000000000999.000000 | &0000000000000999.000000 | N/A                      | &0000000000000999.000000 | &0000000000000999.000000 | &0000000000000999.000000 | &0000000000000999.000000 | &0000000000000999.000000 | &0000000000000999.000000 | 18 tháng 8, 2012.  |
| Yuko Sugamoto (菅本裕子) (20 tháng 5, 1994)    | &0000000000000999.000000 | &0000000000000999.000000 | &0000000000000999.000000 | N/A                      | &0000000000000999.000000 | &0000000000000999.000000 | &0000000000000999.000000 | &0000000000000999.000000 | &0000000000000999.000000 | &0000000000000999.000000 | 18 tháng 8, 2012.  |
| Airi Taniguchi (谷口愛理) (14 tháng 3, 1999)   | &0000000000000999.000000 | &0000000000000999.000000 | &0000000000000999.000000 | N/A                      | &0000000000000999.000000 | &0000000000000999.000000 | &0000000000000999.000000 | &0000000000000999.000000 | &0000000000000999.000000 | &0000000000000999.000000 | 18 tháng 8, 2012.  |
| Izumi Umemoto (梅本泉) (15 tháng 5, 1997)      | &0000000000000999.000000 | &0000000000000999.000000 | &0000000000000999.000000 | &0000000000000999.000000 | N/A                      | N/A                      | N/A                      | &0000000000000999.000000 | &0000000000000999.000000 | &0000000000000999.000000 | 27 tháng 12, 2015. |
| Chihiro Anai (穴井千尋) (27 tháng 1, 1996)     | &0000000000000999.000000 | &0000000000000999.000000 | &0000000000000999.000000 | N/A                      | N/A                      | 39                       | 33                       | &0000000000000999.000000 | &0000000000000999.000000 | &0000000000000999.000000 | 31 tháng 7, 2016.  |
| Haruka Wakatabe (若田部遥) (26 tháng 9, 1998)  | &0000000000000999.000000 | &0000000000000999.000000 | &0000000000000999.000000 | N/A                      | N/A                      | N/A                      | N/A                      | 82                       | &0000000000000999.000000 | &0000000000000999.000000 | 12 tháng 1, 2017.  |
| Naoko Okamoto (岡本尚子) (4 tháng 4, 1996)     | &0000000000000999.000000 | &0000000000000999.000000 | &0000000000000999.000000 | &0000000000000999.000000 | N/A                      | N/A                      | N/A                      | N/A                      | &0000000000000999.000000 | &0000000000000999.000000 | 8 tháng 5, 2017.   |
| Yuriya Inoue (井上由莉耶) (15 tháng 6, 1999)   | &0000000000000999.000000 | &0000000000000999.000000 | &0000000000000999.000000 | &0000000000000999.000000 | N/A                      | N/A                      | N/A                      | 48                       | &0000000000000999.000000 | &0000000000000999.000000 | 12 tháng 6, 2017.  |
| Mashiro Ui (宇井真白) (31 tháng 1, 2000)       | &0000000000000999.000000 | &0000000000000999.000000 | &0000000000000999.000000 | &0000000000000999.000000 | N/A                      | N/A                      | N/A                      | N/A                      | N/A                      | &0000000000000999.000000 | 21 tháng 3, 2018.  |
| Marina Yamada (山田麻莉奈) (24 tháng 3, 1995)  | &0000000000000999.000000 | &0000000000000999.000000 | &0000000000000999.000000 | &0000000000000999.000000 | N/A                      | N/A                      | N/A                      | N/A                      | N/A                      | &0000000000000999.000000 | 20 tháng 4, 2018.  |
| Mao Yamamoto (山本茉央) (18 tháng 9, 1996)     | &0000000000000999.000000 | &0000000000000999.000000 | &0000000000000999.000000 | &0000000000000999.000000 | &0000000000000999.000000 | N/A                      | N/A                      | N/A                      | N/A                      | &0000000000000999.000000 | 21 tháng 5, 2018.  |
| Rino Sashihara (指原 莉乃) (21 tháng 11, 1992) | 27                       | 19                       | 9                        | 4                        | 1                        | 2                        | 1                        | 1                        | 1                        | &0000000000000999.000000 | 28 tháng 4, 2019.  |
| Haruka Kodama (兒玉 遥) (19 tháng 9, 1996)     | &0000000000000999.000000 | &0000000000000999.000000 | &0000000000000999.000000 | N/A                      | 37                       | 21                       | 17                       | 9                        | &0000000000000999.000000 | &0000000000000999.000000 | 9 tháng 6, 2019.   |
| Hiroka Komada (駒田 京伽) (21 tháng 11, 1996)  | &0000000000000999.000000 | &0000000000000999.000000 | &0000000000000999.000000 | &0000000000000999.000000 | N/A                      | 79                       | N/A                      | 60                       | &0000000000000999.000000 | 61                       | 17 tháng 6, 2019.  |

#### Team KIV
| Tên (Ngày sinh)                                  | Xếp hạng tuyển cử        | Xếp hạng tuyển cử        | Xếp hạng tuyển cử        | Xếp hạng tuyển cử        | Xếp hạng tuyển cử | Xếp hạng tuyển cử | Xếp hạng tuyển cử        | Xếp hạng tuyển cử        | Xếp hạng tuyển cử        | Xếp hạng tuyển cử        | Ngày tốt nghiệp    |
| Tên (Ngày sinh)                                  | 1                        | 2                        | 3                        | 4                        | 5                 | 6                 | 7                        | 8                        | 9                        | 10                       | Ngày tốt nghiệp    |
| ------------------------------------------------ | ------------------------ | ------------------------ | ------------------------ | ------------------------ | ----------------- | ----------------- | ------------------------ | ------------------------ | ------------------------ | ------------------------ | ------------------ |
| Kanon Kimoto (木本花音) (11 tháng 8, 1997)       | &0000000000000999.000000 | &0000000000000999.000000 | N/A                      | 56                       | 31                | 50                | 48                       | 68                       | 88                       | &0000000000000999.000000 | 26 tháng 3, 2015.  |
| Manami Kusaba (草場愛) (17 tháng 10, 1995)       | &0000000000000999.000000 | &0000000000000999.000000 | &0000000000000999.000000 | &0000000000000999.000000 | N/A               | N/A               | &0000000000000999.000000 | &0000000000000999.000000 | &0000000000000999.000000 | &0000000000000999.000000 | 30 tháng 4, 2015.  |
| Izumi Goto (後藤泉) (27 tháng 9, 1997)           | &0000000000000999.000000 | &0000000000000999.000000 | &0000000000000999.000000 | &0000000000000999.000000 | N/A               | N/A               | N/A                      | &0000000000000999.000000 | &0000000000000999.000000 | &0000000000000999.000000 | 30 tháng 10, 2015. |
| Raira Ito (伊藤来笑) (31 tháng 10, 1998)         | &0000000000000999.000000 | &0000000000000999.000000 | &0000000000000999.000000 | &0000000000000999.000000 | N/A               | N/A               | N/A                      | &0000000000000999.000000 | &0000000000000999.000000 | &0000000000000999.000000 | 29 tháng 2, 2016.  |
| Kanna Okada (岡田栞奈) (26 tháng 6, 1997)        | &0000000000000999.000000 | &0000000000000999.000000 | &0000000000000999.000000 | &0000000000000999.000000 | N/A               | N/A               | 42                       | &0000000000000999.000000 | &0000000000000999.000000 | &0000000000000999.000000 | 22 tháng 3, 2016.  |
| Aika Ōta (多田愛佳) (8 tháng 12, 1994)           | 20                       | 22                       | 25                       | 52                       | 43                | 42                | 41                       | &0000000000000999.000000 | &0000000000000999.000000 | &0000000000000999.000000 | 10 tháng 4, 2017.  |
| Yuka Tanaka (田中優香) (7 tháng 6, 2000)         | &0000000000000999.000000 | &0000000000000999.000000 | &0000000000000999.000000 | &0000000000000999.000000 | N/A               | N/A               | N/A                      | N/A                      | N/A                      | &0000000000000999.000000 | 28 tháng 2, 2018.  |
| Asuka Tomiyoshi (冨吉 明日香) (20 tháng 9, 1997) | &0000000000000999.000000 | &0000000000000999.000000 | &0000000000000999.000000 | &0000000000000999.000000 | N/A               | N/A               | N/A                      | 42                       | 38                       | &0000000000000999.000000 | 30 tháng 3, 2019.  |
| Shino Iwahana (岩花 詩乃) (1 tháng 4, 2000)      | &0000000000000999.000000 | &0000000000000999.000000 | &0000000000000999.000000 | &0000000000000999.000000 | N/A               | N/A               | N/A                      | N/A                      | N/A                      | N/A                      | 21 tháng 9, 2019.  |
| Madoka Moriyasu (森保 まどか)                    | &0000000000000999.000000 | &0000000000000999.000000 | &0000000000000999.000000 | N/A                      | N/A               | 25                | 43                       | 50                       | 31                       | &0000000000000999.000000 | 29 tháng 5, 2021.  |
| Miyawaki Sakura (宮脇 咲良)                      | &0000000000000999.000000 | &0000000000000999.000000 | &0000000000000999.000000 | 47                       | 26                | 11                | 7                        | 6                        | 4                        | 3                        | 19 tháng 6, 2021.  |

#### Team TII
| Tên (Ngày sinh)                                 | Xếp hạng tuyển cử        | Xếp hạng tuyển cử        | Xếp hạng tuyển cử | Xếp hạng tuyển cử        | Ngày tốt nghiệp    |
| Tên (Ngày sinh)                                 | 6                        | 7                        | 8                 | 9                        | Ngày tốt nghiệp    |
| ----------------------------------------------- | ------------------------ | ------------------------ | ----------------- | ------------------------ | ------------------ |
| Riko Tsutsui (筒井莉子) (22 tháng 2, 2000)      | N/A                      | N/A                      | N/A               | &0000000000000999.000000 | 29 tháng 5, 2017.  |
| Yumi Matsuda (松田祐実) (13 tháng 5, 2002 )     | N/A                      | N/A                      | N/A               | N/A                      | 27 tháng 12, 2018. |
| Amane Tsukiashi (月足天音) (26 tháng 10, 1999 ) | &0000000000000999.000000 | &0000000000000999.000000 | N/A               | 119                      | 30 tháng 3, 2020.  |

### Thành viên chuyển đi
Những thành viên dưới đây được chuyển đi kiêm nhiệm những nhóm khác.
| Tên                                              | Ngày sinh        | Chuyển từ      | Xếp hạng tuyển cử        | Xếp hạng tuyển cử | Xếp hạng tuyển cử | Xếp hạng tuyển cử | Xếp hạng tuyển cử | Xếp hạng tuyển cử | Xếp hạng tuyển cử |
| Tên                                              | Ngày sinh        | Chuyển từ      | 4                        | 5                 | 6                 | 7                 | 8                 | 9                 | 10                |
| AKB48                                            | AKB48            | AKB48          | AKB48                    | AKB48             | AKB48             | AKB48             | AKB48             | AKB48             | AKB48             |
| ------------------------------------------------ | ---------------- | -------------- | ------------------------ | ----------------- | ----------------- | ----------------- | ----------------- | ----------------- | ----------------- |
| Chiyori Nakanishi (中西智代梨 Nakanishi Chiyori) | 12 tháng 5, 1995 | HKT48 Team H   | N/A                      | N/A               | N/A               | N/A               | 91                | N/A               | N/A               |
| SKE48                                            |                  |                |                          |                   |                   |                   |                   |                   |                   |
| Marika Tani (谷真理佳 Tani Marika)               | 5 tháng 1, 1996  | HKT48 Team KIV | &0000000000000999.000000 | N/A               | N/A               | 23                | 55                | 66                | 89                |

## Danh sách đĩa nhạc

### Đĩa đơn
| Ngày phát hành | Bài hát                                                                 | Vị trí bảng xếp hạng | Vị trí bảng xếp hạng | Số đĩa bán ra (Oricon) | Số đĩa bán ra (Oricon) | Đĩa đơn Billboard Japan | Album |
| Ngày phát hành | Bài hát                                                                 | Oricon               | Hot 100              | Tuần đầu               | Tổng                   | Đĩa đơn Billboard Japan | Album |
| -------------- | ----------------------------------------------------------------------- | -------------------- | -------------------- | ---------------------- | ---------------------- | ----------------------- | ----- |
| 20/3/2013      | "Suki! Suki! Skip!" (スキ！スキ！スキップ！ "Liked! Liked! Skip!")      | 1                    | 2                    | 250,147                | 291,876                |                         | 092   |
| 4/9/2013       | "Melon Juice" (メロンジュース)                                          | 1                    | 1                    | 268,897                | 306,014                |                         | 092   |
| 12/3/2014      | "Sakura, Minnade Tabeta" (桜、みんなで食べた "We Ate Sakura Together")  | 1                    | 1                    | 276,799                | 331,015                |                         | 092   |
| 24/9/2014      | "Hikaeme I Love You!" (控えめI love you! "Quietly I Love You")          | 1                    | 1                    | 277,534                | 318,533                |                         | 092   |
| 22/4/2015      | "12 Byō" (12秒 "12 Seconds")                                            | 1                    | 3                    | 277,916                | 337,237                |                         | 092   |
| 25/11/2015     | "Shekarashika!" (しぇからしか! "Too Noisy!")                            | 1                    | 3                    | 280,567                | 345,413                |                         | 092   |
| 13/4/2016      | "74 Okubun no 1 no Kimi e" (74億分の1の君へ "7.4 Billion Parts to You") | 1                    | 1                    | 238,828                | 299,019                | 379,439                 | 092   |
| 7/9/2016       | "Saikō Kayo" (最高かよ "It's great")                                    | 1                    | 1                    | 269,907                | 331,961                | 427,908                 | 092   |
| 15/2/2017      | "Bagutte Iijan" (バグっていいじゃん)                                    | 1                    | 1                    | 210,070                | 226,240                | 404,163                 | 092   |
| 2/8/2017       | "Kiss wa Motsushikanai no Deshōka?" (キスを待つしかないのでしょうか？)  | 1                    | 1                    | 199,504                | 258,670                | 376,374                 | 092   |
| 2/5/2018       | "Hayaokuri Calendar" (早送りカレンダー)                                 | 1                    | 1                    | 165,176                | 193,343                | 205,560                 | TBA   |
| 10/4/2019      | "Ishi" (意志)                                                           | 1                    | 1                    | 197,846                | 298,427                | 358,043                 | TBA   |
| 22/4/2020      | "3-2" (さんひくに)                                                      | 1                    | 1                    | 161,785                | 196,146                | N/A                     | TBA   |
| 12/5/2021      | "Kimi to Doko ka e Ikitai" (君とどこかへ行きたい)                       | 2                    | N/A                  | 120,109                | 141,792                | N/A                     | TBA   |

### Album phòng thu
| Ngày phát hành | Tên | Vị trí bảng xếp hạng | Vị trí bảng xếp hạng | Số đĩa bán ra (Oricon) | Số đĩa bán ra (Oricon) | Số đĩa bán ra (Oricon) |
| Ngày phát hành | Tên | Oricon               | Billboard Japan      | Tuần đầu               | Tổng                   | Billboard JAPAN        |
| -------------- | --- | -------------------- | -------------------- | ---------------------- | ---------------------- | ---------------------- |
| 27/12/2017     | 092 | 1                    | 1                    | 122,262                | 167,037                |                        |
| 01/12/2021     | TBA | TBA                  | TBA                  | TBA                    | TBA                    | TBA                    |